# Springfield 1908 Race Riot National Monument

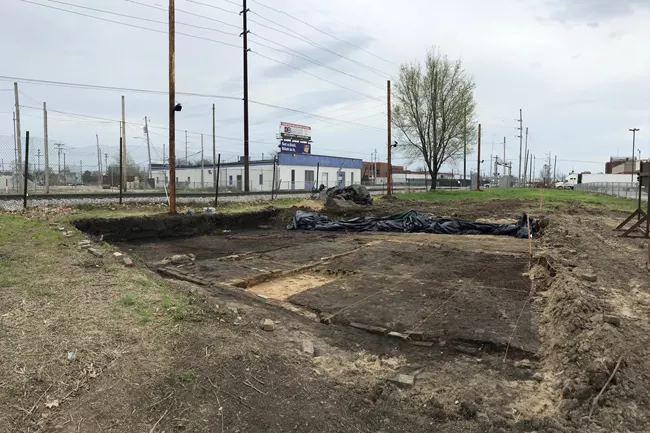
Archäologische Ausgrabungsstätte der bei den Rassen-Unruhen zerstörten Häuser, die jetzt als Springfield 1908 Race Riot National Monument ausgewiesen ist

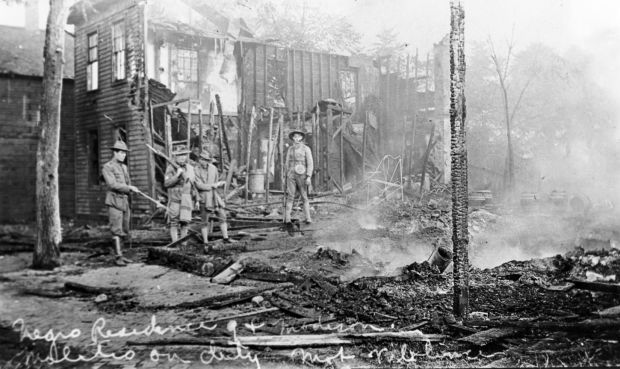
Ruine eines niedergebrannten Hauses

Das Springfield 1908 Race Riot National Monument ist ein US-amerikanisches National Monument mit einer Flächengröße von 1,57 Acres in Springfield in Illinois. Es befindet sich an der Stelle mehrerer Häuser von Afroamerikanern, die während der Springfield 1908 Race Riot zwischen dem 14. und 16. August 1908 durch einen Mob von etwa 5000 weißen Amerikanern und europäischen Einwanderern zerstört wurden. Es wurde durch Präsident Joe Biden durch eine Presidential Proclamation am 16. August 2024 ausgewiesen. Das National Monument wird vom National Park Service (NPS) verwaltet. Das Land wurde dem NPS von der Stadt Springfield und dem St. John’s Hospital über die National Park Foundation zur Verfügung gestellt. Der NPS hatte 2023 einer Studie über die archäologische Ausgrabungsstätte und 13 weitere damit verbundene Stätten in Springfield abgeschlossen und festgestellt, dass die archäologische Ausgrabungsstätte alle vier Kriterien für neue Einheiten des Nationalparksystems erfüllt.

## Hintergrund
Zwei schwarze Männer waren als Verdächtige einer Vergewaltigung sowie einer versuchten Vergewaltigung und eines Mordes verhaftet worden. Bei den mutmaßlichen Opfern handelte es sich um zwei junge weiße Frauen und den Vater einer von ihnen. Als ein Mob, der die Männer lynchen wollte, erfuhr, dass der Sheriff sie aus der Stadt gebracht hatte, stürmten die Weißen wütend in die schwarzen Viertel, ermordeten schwarze Bürger auf der Straße und zerstörten schwarze Geschäfte und Häuser. Die staatliche Miliz wurde gerufen, um die Unruhen zu unterdrücken.
Mindestens 17 Menschen starben bei den Unruhen: neun schwarze Einwohner und acht weiße Einwohner, die mit dem Mob in Verbindung standen, von denen sechs durch Kreuzfeuer oder staatliche Milizen und zwei durch Selbstmord ums Leben kamen. Jahrzehntelang wurde fälschlicherweise behauptet, dass nur die Miliz für den Tod der Weißen verantwortlich sei und dass mehr Weiße als Schwarze ums Leben gekommen seien. Die Personen- und Sachschäden, die überwiegend Schwarze erlitten, beliefen sich auf mehr als 150 000 Dollar (rund 4 Millionen Dollar im Jahr 2018), da Dutzende von schwarzen Häusern und Geschäften sowie drei weiße Geschäfte von mutmaßlichen Sympathisanten der Schwarzen zerstört wurden.
Infolge der Unruhen verließen zahlreiche Schwarze Springfield, wobei unklar ist, wie viele dauerhaft wegzogen. Obwohl in den folgenden Monaten mehr als 100 Anklagen im Zusammenhang mit den Unruhen erhoben wurden und sich einige zu geringfügigen Vergehen schuldig bekannten, wurde nur ein mutmaßlicher Krawallmacher vor Gericht gestellt und wegen geringerer Vergehen verurteilt. Von den beiden angeklagten Schwarzen, die zunächst im Fokus des Lynchmobs standen, wurde einer schließlich vor Gericht gestellt, verurteilt und gehängt, der andere wurde freigelassen. Der Aufstand war ein Katalysator für die Gründung der National Association for the Advancement of Colored People, die sich für die Bürgerrechte der Afroamerikaner einsetzte. Zum 100. Jahrestag im Jahr 2008 errichtete die Stadt Springfield historische Markierungen und eine Gedenkstatue. Die Senatoren Tammy Duckworth und Dick Durbin brachten am 9. Februar 2021 einen Gesetzentwurf im US-Senat ein, um die Stätte zum National Monument zu erklären. Die Abgeordnete vom US-Repräsentantenhaus Nikki Budzinski brachte am 30. März 2023 einen Gesetzentwurf ins Repräsentantenhaus.